# Bulevnina
Bulevnina je plodina, která se pěstuje pro bulvu. Bulevniny jsou obecně velice náročné na hnojení klasickými hnojivy a většina z nich i na zálivku, řadí se k okopaninám.
Mezi bulevniny spadají nám velice dobře známé druhy zeleniny, jako jsou: řepa (červená, krmná, cukrovka), čekanka, vodnice, tuřín, mrkev, petržel (kadeřavá, obecná), celer, pastinák či dokonce ne příliš rozšířený černý kořen.
Slovo bulevniny má své kořeny v latině.